# Cosmopterix chaldene
Cosmopterix chaldene là một loài bướm đêm thuộc họ Cosmopterigidae. Nó được tìm thấy ở Brasil (Distrito Federal).
Con trưởng thành được sưu tập vào tháng 9. Cánh trước dài 3,3 mm. Loài này được đặt tên theo Chaldene, một Mặt Trăng của Sao Mộc.